# Amanda Seyfried
Amanda Michelle Seyfried (Allentown, 3 dicembre 1985) è un'attrice, cantante e modella statunitense.
Lanciata dal film cult Mean Girls (2004), nel 2020 ha ricevuto il plauso della critica per la sua interpretazione dell'attrice Marion Davies nel film biografico Mank di David Fincher, per la quale si è aggiudicata la sua prima candidatura al Golden Globe, al Critics' Choice Award e al Premio Oscar nella sezione migliore attrice non protagonista. Nel 2022 ha interpretato Elizabeth Holmes nella miniserie televisiva The Dropout, per la quale è stata premiata con il Premio Emmy, il Critics Choice Television Award e il Golden Globe nella sezione migliore attrice in una miniserie o film televisivo, venendo candidata allo Screen Actors Guild Award.

## Biografia
Amanda Seyfried nasce a Allentown, Lehigh County in Pennsylvania, figlia di Ann Sander, una terapista occupazionale, e Jack Seyfried, un farmacista. Sua sorella Jennifer è una musicista in un gruppo di Filadelfia, i Love City. Si è diplomata nel 2003 alla Allentown's William Allen High School e si è iscritta alla New York City's Fordham University. Da adolescente è apparsa sulla copertina di tre libri di Francine Pascal.
Inizia la sua carriera come modella, all'età di undici anni. Nel 2000 debutta come attrice nel mondo delle soap opera, partecipando a Così gira il mondo e in seguito a La valle dei pini. Nel 2004 debutta nel cinema con la commedia adolescenziale Mean Girls, dove interpreta la svampita Karen.
Dal 2004 al 2006 interpreta Lilly Kane nella serie televisiva Veronica Mars; inoltre, compare in serie televisive come Law & Order - Unità vittime speciali, Dr. House - Medical Division e CSI - Scena del crimine, Wildfire. Nel 2005 ottiene un ruolo nel film 9 vite da donna.  L'anno successivo interpreta Julie Beckley in Alpha Dog di Nick Cassavetes; nello stesso anno entra nel cast della serie della HBO Big Love. Nel 2008 lavora nel suo primo horror Solstice, interpretando la migliore amica della protagonista.
Raggiunge il successo in Mamma Mia!, trasposizione cinematografica dell'omonimo musical, dove dimostra le sue doti canore a fianco di Meryl Streep. Nel febbraio 2008 ha un ruolo da co-protagonista nel film commedia nera/horror Jennifer's Body. Nel 2009 viene annunciato che farà parte del cast di Albert Nobbs, ma alla fine la parte va a Mia Wasikowska. Nello stesso anno è co-protagonista nel dramma erotico Chloe - Tra seduzione e inganno, nel ruolo di una prostituta a fianco di Julianne Moore e Liam Neeson. In seguito interpreta Paige nella commedia Tradire è un'arte - Boogie Woogie.
Poi si reca a Verona per girare Letters to Juliet, uscito nel 2010; il cast include Vanessa Redgrave, Gael García Bernal, Franco Nero e Christopher Egan. Nel 2010 recita come co-protagonista insieme a Channing Tatum nel film Dear John, tratto dal libro Ricordati di guardare la luna di Nicholas Sparks. Nel 2011 viene presa in considerazione da Zack Snyder per il ruolo da protagonista in Sucker Punch, ma deve rinunciare a causa di altri impegni e per la parte viene scelta Emily Browning. Poco tempo dopo recita nel film di Catherine Hardwicke Cappuccetto rosso sangue, basato sulla favola di Cappuccetto Rosso, nel ruolo da protagonista, al fianco di Gary Oldman. Sempre nel 2011 è co-protagonista nel film In Time. Un anno dopo esce Gone di Heitor Dhalia, dove è protagonista. 
Nel 2012 interpreta Cosette da adulta nel film Les Misérables di Tom Hooper, a fianco di Hugh Jackman e Russell Crowe  in cui dimostra di possedere una voce da soprano di coloratura. Nello stesso anno entra nel cast di Big Wedding con Robert De Niro, Diane Keaton, Susan Sarandon, Katherine Heigl, Robin Williams e tanti altri. Nel 2013 doppia la protagonista nel film d'animazione Epic - Il mondo segreto, per poi essere scelta come protagonista del controverso film Lovelace, biopic sulla pornostar Linda Lovelace. Nel 2014 interpreta Louise nella commedia western Un milione di modi per morire nel West diretto da Seth MacFarlane, con Charlize Theron, Liam Neeson e lo stesso MacFarlane.
Nel 2015 partecipa a Giovani si diventa, commedia drammatica con protagonisti Ben Stiller e Naomi Watts, per la regia di Noah Baumbach, e poi a Pan - Viaggio sull'isola che non c'è (regia di Joe Wright), film che narra della prima volta in cui Peter Pan arriva sull'isola che non c'è e in cui interpreta Mary, madre di Peter. In seguito è la protagonista femminile di Padri e figlie di Gabriele Muccino, in cui interpreta la figlia di Jake Davis (Russell Crowe). Il 18 settembre 2015 entra nel cast di Twin Peaks, andato in onda nel 2017. Nel 2022 interpreta Elizabeth Holmes nella miniserie The Dropout.

## Vita privata
Ha frequentato Dominic Cooper, suo co-protagonista in Mamma mia! dal 2008 al 2010, l'attore Ryan Phillippe dal 2010 al 2011 e l'attore Justin Long dal 2013 al 2015. Dal 2016 ha cominciato a frequentare l'attore Thomas Sadoski, conosciuto sul set di Adorabile nemica. La coppia ha confermato il fidanzamento il 12 settembre 2016, e a marzo del 2017 si è sposata con una cerimonia privata. La coppia ha due figli: Nina, nata a marzo del 2017, e Thomas, nato a settembre 2020.
Ha dichiarato di soffrire d'ansia, di disturbo ossessivo-compulsivo e di attacchi di panico.

## Filmografia

### Attrice

#### Cinema
- Mean Girls, regia di Mark Waters (2004)
- American Gun, regia di Aric Avelino (2004)
- 9 vite da donna (Nine Lives), regia di Rodrigo García (2005)
- Alpha Dog, regia di Nick Cassavetes (2006)
- Gypsies, Tramps & Thieves, regia di Andrea Janakas – cortometraggio (2006)
- Solstice, regia di Daniel Myrick (2008)
- Mamma Mia!, regia di Phyllida Lloyd (2008)
- Official Selection, regia di Brian Crano – cortometraggio (2008)
- Tradire è un'arte - Boogie Woogie (Boogie Woogie), regia di Duncan Ward (2009)
- Jennifer's Body, regia di Karyn Kusama (2009)
- Chloe - Tra seduzione e inganno (Chloe), regia di Atom Egoyan (2009)
- Dear John, regia di Lasse Hallström (2010)
- Letters to Juliet, regia di Gary Winick (2010)
- Cappuccetto rosso sangue (Red Riding Hood), regia di Catherine Hardwicke (2011)
- In Time, regia di Andrew Niccol (2011)
- The End of Love, regia di Mark Webber (2012)
- Gone, regia di Heitor Dhalia (2012)
- Les Misérables, regia di Tom Hooper (2012)
- Big Wedding (The Big Wedding), regia di Justin Zackham (2013)
- Lovelace, regia di Rob Epstein e Jeffrey Friedman (2013)
- Un milione di modi per morire nel West (A Million Ways to Die in the West), regia di Seth MacFarlane (2014)
- Giovani si diventa (While We're Young), regia di Noah Baumbach (2014)
- Ted 2, regia di Seth MacFarlane (2015)
- Pan - Viaggio sull'isola che non c'è (Pan), regia di Joe Wright (2015)
- Padri e figlie (Fathers and Daughters) regia di Gabriele Muccino (2015)
- Natale all'improvviso (Love the Coopers), regia di Jessie Nelson (2016)
- Adorabile nemica (The Last Word), regia di Mark Pellington (2017)
- The Clapper, regia di Dito Montiel (2017)
- First Reformed - La creazione a rischio (First Reformed), regia di Paul Schrader (2017)
- Truffatori in erba (Gringo), regia di Nash Edgerton (2018)
- Mamma Mia! Ci risiamo (Mamma Mia! Here We Go Again), regia di Ol Parker (2018)
- Anon, regia di Andrew Niccol (2018)
- Attraverso i miei occhi (The Art of Racing in the Rain), regia di Simon Curtis (2019)
- Ve ne dovevate andare (You Should Have Left), regia di David Koepp (2020)
- Mank, regia di David Fincher (2020)
- L'apparenza delle cose (Things Heard & Seen), regia di Shari Springer Berman e Robert Pulcini (2021)
- A Mouthful of Air, regia di Amy Koppelman (2021)
- L'ultima danza di Salomè (Seven Veils), regia di Atom Egoyan (2023)

#### Televisione
- Così gira il mondo (As the World Turns) – soap opera, 27 puntate (2000-2001)
- La valle dei pini (All My Children) – soap opera, 3 puntate (2002-2003)
- Veronica Mars – serie TV, 11 episodi (2004-2006)
- Law & Order - Unità vittime speciali (Law & Order: Special Victims Unit) – serie TV, episodio 6x05 (2004)
- Dr. House - Medical Division (House, M.D.) - serie TV, episodio 1x11 (2005)
- Wildfire – serie TV, 5 episodi (2006)
- Big Love – serie TV, 44 episodi (2006-2011)
- CSI - Scena del crimine (CSI: Crime Scene Investigation) – serie TV, episodio 6x21 (2006)
- Justice - Nel nome della legge (Justice) – serie TV, episodio 1x02 (2006)
- Twin Peaks – serie TV, 4 episodi (2017)
- The Dropout – serie TV, 8 episodi (2022)
- The Crowded Room – serie TV, 10 episodi (2023)
- Long Bright River - I cieli di Philadelphia (Long Bright River) - serie TV, 8 episodi (2025)

### Doppiatrice
- American Dad! – serie TV, episodio 5x05 (2008)
- Epic - Il mondo segreto (Epic), regia di Chris Wedge (2013)
- Scooby! (Scoob!), regia di Tony Cervone (2020)

### Produttrice
- A Mouthful of Air, regia di Amy Koppelman (2021)

## Teatro
- The Way We Get By, di Neil LaBute, regia di Leigh Silverman. Tony Kiser Theatre dell'Off-Broadway (2015)

## Riconoscimenti
- Premio Oscar
  - 2021 – Candidatura per la migliore attrice non protagonista per Mank

- Golden Globe
  - 2021 – Candidatura per la migliore attrice non protagonista per Mank
  - 2023 – Migliore attrice in una miniserie o film televisivo per The Dropout

- Premio Emmy
  - 2022 – Migliore attrice protagonista in una miniserie o film televisivo per The Dropout

- Screen Actors Guild Award
  - 2013 – Candidatura per il miglior cast per Les Misérables
  - 2022 - Candidatura per la migliore attrice in una miniserie o film televisivo per The Dropout
- Critics' Choice Awards
  - 2021 – Candidatura alla Miglior attrice non protagonista per Mank[13]
  - 2022 - Miglior attrice in un film per la televisione o miniserie per The Dropout

- MTV Movie & TV Awards
  - 2005 – Miglior performance di gruppo (condiviso con Lindsay Lohan, Rachel McAdams e Lacey Chabert) per Mean Girls[14]
  - 2009 – Candidatura alla miglior performance rivelazione femminile per Mamma mia![15]
  - 2010 – Performance più terrorizzante per Jennifer's Body[16]
  - 2010 – Candidatura alla miglior performance femminile per Dear John[17]
  - 2022 – Candidatura alla miglior performance in una serie per The Dropout[18]

- Satellite Awards
  - 2012 – Miglior cast in un film per Les Misérables[19]
  - 2021 – Miglior attrice non protagonista per Mank[20]

## Doppiatrici italiane
Nelle versioni in italiano dei suoi film, Amanda Seyfried è stata doppiata da: 
- Myriam Catania in Mamma Mia!, Chloe - Tra seduzione e inganno, Dear John, In Time, Les Misérables, Lovelace, Un milione di modi per morire nel West, Giovani si diventa, Ted 2, Natale all'improvviso, L'apparenza delle cose, The Dropout
- Domitilla D'Amico in Law & Order - Unità vittime speciali, Dr. House - Medical Division, 9 vite da donna, Justice - Nel nome della legge, Twin Peaks, Ve ne dovevate andare, Mank
- Federica De Bortoli in Veronica Mars, Alpha Dog, Big Wedding, The Crowded Room, Long Bright River - I cieli di Philadelphia
- Alessia Amendola in Solstice, Pan - Viaggio sull'isola che non c'è, First Reformed - La creazione a rischio
- Francesca Manicone in Wildfire, Gone, Adorabile nemica
- Letizia Scifoni in Mean Girls, Jennifer's Body
- Valentina Mari in Tradire è un'arte - Boogie Woogie, Letters to Juliet
- Ilaria Latini in CSI - Scena del crimine
- Laura Amadei in Big Love
- Letizia Ciampa in Cappuccetto rosso sangue
- Elena Fiorenza in Padri e figlie
- Patrizia Mottola in The Clapper
- Debora Magnaghi in Truffatori in erba
- Gea Riva in Mamma Mia! Ci risiamo
- Giò Giò Rapattoni in Anon
- Chiara Gioncardi in Attraverso i miei occhi
- Deborah Ciccorelli ne L'ultima danza di Salomè

Da doppiatrice è sostituita da:
- Rossa Caputo ne I Griffin (ep. 16x10)
- Joy Saltarelli in Epic - Il mondo segreto
- Domitilla D'Amico in Scooby!